# Georges Popp
Ne doit pas être confondu avec Georges Pop.
Pour les articles homonymes, voir Popp.
Georges Charles Frédéric Ferdinand Popp est un juriste et homme politique français né le 26 février 1763 à Oberbronn (Basse-Alsace) et mort le 10 novembre 1825 à Strasbourg (Bas-Rhin).

## Biographie
Son prénom usuel n'était pas Georges comme l'indique le titre, mais Charles.
Docteur en droit de l'université de Strasbourg en 1783 et avocat au directoire de la noblesse de Basse-Alsace, il est greffier en chef du grand Sénat de Strasbourg en 1787. Il est accusateur public près le tribunal de district de Strasbourg en 1790, puis procureur syndic du district et administrateur du Bas-Rhin. Il est député du Bas-Rhin à la Chambre des représentants en 1815, pendant les Cent-Jours.

## Sources
- « Georges Popp », dans Adolphe Robert et Gaston Cougny, Dictionnaire des parlementaires français, Edgar Bourloton, 1889-1891 [détail de l’édition]